# الیاس صنبر
الیاس صنبر (عربی: إلياس صنبر؛ زادهٔ ۱۶ فوریهٔ ۱۹۴۷) روزنامه‌نگار، مترجم، نویسنده، شاعر و دیپلمات اهل فلسطین است. وی سردبیر مجله مطالعات فلسطین که در پاریس منتشر می‌شود، می‌باشد. وی مسئول تشکیل هیئت فلسطین در مذاکرات حق بازگشت پناهندگان است.

## زندگی‌نامه
الیاس صنبر در سال ۱۹۴۷ در حیفا متولد شد. او تنها ۱۵ ماه سن داشت که خانواده‌اش در لبنان سکونت گزید. وی در سال ۱۹۶۹ در دانشگاه بین‌المللی حقوق دانشگاه پاریس مشغول تحصیل شد. بعد از آن در لبنان و سپس در دانشگاه پرینستون در ایالات متحده تحصیلات خود را ادامه داد.

## فعالیت‌ها
در سال ۱۹۸۱ الیاس صنبر در ایجاد مجله مطالعات فلسطین شرکت کرد. او همچنین از سال ۱۹۸۸ عضو شورای ملی فلسطین است.